# Lennox Miller
Lennox Valencia Miller (Kingston, 8 oktober 1946 – Pasadena, 8 november 2004) was een Jamaicaanse sprinter, die gespecialiseerd was in de 100 m. Hij vertegenwoordigde Jamaica tweemaal op de Olympische Spelen en veroverde bij die gelegenheden eenmaal een zilveren en eenmaal een bronzen medaille.

## Loopbaan
Miller studeerde psychologie aan de University of Southern California. In 1968 won hij de 100 m bij de universiteitskampioenschappen (NCAA) in 10,1 s. Later dat jaar won hij op de Olympische Spelen van Mexico-Stad een zilveren medaille. Met een tijd van 10,04 finishte hij achter de Amerikaan Jim Hines (goud; 9,95) en voor de Amerikaan Charles Greene (brons; 10,07). Op de 4 × 100 m estafette liep hij in de voorrondes (38,6) en de halve finale (38,3) tweemaal een wereldrecord. Vier jaar later op de Olympische Spelen van 1972 in München moest hij op de 100 m met zijn 10,33 genoegen nemen met een bronzen medaille.
Na een studie tandheelkunde werkte Lennox Miller 30 jaar lang als tandarts in Pasadena. Hij was getrouwd en had twee dochters. Zijn dochter, Inger Miller, behoort als sprintster eveneens tot de wereldtop. Zij won een gouden medaille op de 4 × 100 m estafette bij de Olympische Spelen van 1996 in Atlanta. Miller stierf op 58-jarige leeftijd aan kanker.

## Titels
- NCAA-kampioen 100 m - 1968
- Brits West-Indische kampioen 100 m - 1965

## Persoonlijk record
| Onderdeel | Prestatie | Datum           | Plaats      |
| --------- | --------- | --------------- | ----------- |
| 100 m     | 10,04 s   | 14 oktober 1968 | Mexico-Stad |

## Palmares

### 100 m
- 1965:  Brits West-Indische kamp. - 10,6 s
- 1968:  OS - 10,04 s
- 1970:  Gemenebestspelen - 10,32 s (te veel wind)
- 1971:  Centraal-Amerikaanse en Caribische kamp - 10,2 s
- 1971:  Pan-Amerikaanse Spelen - 10,32 s
- 1972:  OS - 10,33 s

### 4 × 100 m
- 1968: 4e OS - 38,4 s (in ½ fin. 38,3 s = WR)